# Colonne (slagorde)

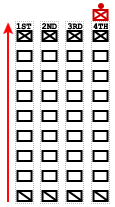
De colonne

De colonne was de gebruikelijke aanvalsformatie van de Franse infanterie gedurende de Revolutie en het napoleontische tijdperk. 
De colonne kon op verschillende manieren gevormd worden: bataillon par division (= de breedte van een volledig bataljon) of division par bataillon (=de breedte van een compagnie). 
Het voordeel van een aanvalscolonne was dat er zeer snel gemanoeuvreerd kon worden over het slagveld. Vanuit de colonneformatie kon men ook makkelijk overschakelen naar linie-opstelling of carré. Het nadeel van de colonne was dat er minder vuurkracht was.  
Bij de opstelling in de Slag bij Waterloo waren de eerste drie divisies van het eerste Franse legerkorps, die van Quiot, Donzelot en Marcognet, opgesteld in bataljon par division, wat een enorme schietschijf was voor de Britten die aan de andere kant van de heuvel lagen. De laatste divisie, die van Durutte, had wél de juiste formatie aangenomen: division par bataljon. Durutte boekte aanvankelijk succes, tot hij de terugtocht van de andere divisies waarnam. Daardoor moest hij zelf terugtrekken.